# Capparis olacifolia
Capparis olacifolia là một loài thực vật có hoa trong họ Capparaceae. Loài này được Hook.f. & Thomson mô tả khoa học đầu tiên năm 1872.